# ویشال مالهوترا
ویشال مالهوترا (هندی: Vishal Malhotra؛ زادۀ ۲۲ ژوئیه ۱۹۸۱) بازیگر سینما و تلویزیون هندی و مجری برنامه است. مالهوترا برای اولین‌بار در سال ۱۹۹۵ میزبان ساعت دیزنی و در سال ۱۹۹۸ در نوجوانی در هیپ هیپ هورا دیده شد. او همچنین در سال ۲۰۰۴ میزبان دیزنی تایم در تلویزیون سرگرمی سونی بود. او همچنین در سریال کانال دیزنی، ویکی و وِتال حضور داشت و نقش وتال را بازی کرد.

## فیلم‌شناسی

### فیلم‌ها
| سال  | نام                | نقش                                               | یادداشت    |
| ---- | ------------------ | ------------------------------------------------- | ---------- |
| ۲۰۰۳ | عشق عاشقانه        | مامبو                                             | اولین فیلم |
| ۲۰۰۵ | زمان عذاب          | ویشال                                             |            |
| ۲۰۰۶ | رشته               |                                                   |            |
| ۲۰۰۷ | سلام عشق           | جوگی                                              |            |
| ۲۰۰۷ | نقاب               | رونی                                              |            |
| ۲۰۰۸ | جنت                | ویشال                                             |            |
| ۲۰۰۸ | ارتباط تقدیر       | هیتن پاتل                                         |            |
| ۲۰۰۸ | زشت و دیوانه       | راج                                               |            |
| ۲۰۰۸ | ازدواجی مثل این هم | آنوج بی. سریواستاوا                               |            |
| ۲۰۱۰ | مطمئنا همینطوره!   | ویشال ساکسنا                                      |            |
| ۲۰۱۰ | از کجا آمده‌اید     | کاوشال میلان تیواری                               |            |
| ۲۰۱۰ | غریبه‌ها            | دوست آکاش                                         |            |
| ۲۰۱۲ | تلاش               |                                                   |            |
| ۲۰۱۴ | سال نو مبارک       | میزبان مسابقات جهانی رقص (آشنایی‌ها و فینال بمبئی) |            |
| ۲۰۱۷ | تو یکشنبه منی      | دومنیک                                            |            |